# Ouakanga
Ouakanga est une  commune rurale de la préfecture de Mambéré-Kadéï, en République centrafricaine. Elle s’étend au nord-ouest de la ville de Berbérati. 

## Géographie
La commune de Ouakanga est située au centre de la préfecture de Mambéré-Kadéï. Elle est traversée par l’axe Berbérati – Gamboula, route nationale RN6.
|              | Haute-Boumbé |               |
| Basse-Boumbé | Ouakanga     | Haute-Batouri |
|              | Basse-Kadéï  | Basse-Batouri |

## Villages
Les principaux villages de la commune sont : Bego, Nao, Gbaouma, Nassolé et Babaza.
En zone rurale, la commune compte 39 villages recensés en 2003 : Aradi, Babaro, Babaza, Babonga, Bale, Bambo, Barka-Basso, Begon, Bindi, Bobandoe, Bosse, Bossengue, Bouforo, Boui, Dong-Bolo, Dongoya, Donlogo, Fada, Gbangobo, Gbaouma, Goni
Koba, Kounde, Kpebe, Mano, Nao, Nao 3, Nassole, Ndangoro, Ndokon, Ouakole, Sambanda-Goffo, Sola, Tinde, Tongbassi, Watanga, Wazet, Zanvier, Zouane-Mbone.

## Éducation
La commune compte une école publique à Nassolé et une école privée : école Cécile à Barka-Basso.